# Phaonia lugubris
Phaonia lugubris este o specie de muște din genul Phaonia, familia Muscidae. A fost descrisă pentru prima dată de Johann Wilhelm Meigen în anul 1826. Conform Catalogue of Life specia Phaonia lugubris nu are subspecii cunoscute.